# Старобузский сельсовет
Старобу́зский сельсове́т — упразднённая административно-территориальная единица, существовавшая на территории Михайловского, затем Железногорского района Курской области до 1984 года.
Административным центром была деревня Старый Бузец.

## История
Образован в первые годы советской власти в составе Кармановской волости Дмитриевского уезда. В 1924—1928 годах входил в состав Жигаевской волости Льговского уезда. С 1928 года в составе Михайловского (ныне Железногорского) района. 
Упразднён в 1984 году путём присоединения к Троицкому сельсовету.

## Населённые пункты
| № | Населённый пункт | Тип населённого пункта    |
| - | ---------------- | ------------------------- |
| 1 | Старый Бузец     | деревня, администр. центр |

## Председатели сельсовета
- Марахин Н. С. (1923)
- Широченков Демьян Кузьмич (1930)
- Гузынин (начало 1930-х)
- Ланин Семён Иванович (1943—1945)
- Ильин Сергей Иванович (1945—1951)
- Кашин Иван Никитович (1951—1953)
- Гудов В. М. (1953—1953)
- Ильин Иван Дмитриевич (1955—1961)
- Ланин Иван Евдокимович (1961—1962)
- Бирюков Пётр Петрович (1962—1984)